# Митологични царе на Атина

## Списък на митологичните царе на Атина
автохтонни
- Перифант
- Огиг, автохтон, управлявал до потопа
- Актей
- Кекропс I 1556-1506 пр.н.е., автохтон, зет на Актей
- Кранай 1506-1497 пр.н.е., автохтон

Династия Девкалион:
- Амфиктион 1497-1487 пр.н.е., син на Девкалион и зет на Кранай

Династия Ерихтоний:
- Ерихтоний 1487—1437 пр.н.е.
- Пандион I 1437—1397 пр.н.е., син на Ерихтоний
- Ерехтей 1397—1347 пр.н.е., син на Пандион I
- Кекропс II 1347—1307 пр.н.е., син на Ерехтей
- Пандион II 1307—1282 пр.н.е., син на Кекропс II
- Евпалам 1282 пр.н.е., син на Метион, внук на Ерехтей
- Егей 1282—1234 пр.н.е., син на Пандион II
- Тезей 1234—1204 пр.н.е., син на Егей
- Менестей (Μενεσθεύς) 1204—1181 пр.н.е., син на Петеой, правнук на Ерехтей
- Демофонт 1181—1147 пр.н.е., син на Тезей
- Оксинт 1147—1135 пр.н.е., син на Демофонт
- Афидант (Афид) 1135—1134 пр.н.е., син на Оксинт, потомък на Тезей
- Тимет 1134—1126 пр.н.е., син на Оксинт, потомък на Тезей

Династия Мелант или Кодър:
- Мелант (Μέλανθος) 1126—1089 пр.н.е., син на Андропомп
- Кодър (Κόδρος) 1089—1068 пр.н.е., син на Мелант

След Кодър царската власт е прекратена, управлението е поето от доживотни архонти.